# 斎藤隆 (経営情報学者)
斎藤 隆（さいとう たかし）は東京情報大学の教授。元同大学情報ビジネス学科長。東京都出身。